# Beach volley ai XVI Giochi panamericani - Torneo femminile
Il torneo femminile di beach volley ai XVI Giochi panamericani si è svolto fra il 16 e il 21 ottobre 2011 all'Estadio Panamericano de Voleibol de Playa di Puerto Vallarta, Messico.
Ciascuna delle 16 coppie, rappresentanti una nazione rispettivamente, sono state inserite in quattro gruppi da quattro coppie l'uno, dove le prime due si sarebbero qualificate per gli ottavi di finale ad eliminazione diretta, così come i turni successivi fino ad arrivare alle finali necessarie a decretare il podio finale.

## Calendario
Tutti gli orari secondo il Central Time Zone (UTC-6)
| Data           | Inizio | Fine  | Fase        |
| -------------- | ------ | ----- | ----------- |
| Dom 16 ottobre | 9:00   | 18:00 | Preliminari |
| Lun 17 ottobre | 9:00   | 18:00 | Preliminari |
| Mar 18 ottobre | 9:00   | 18:00 | Preliminari |
| Mer 19 ottobre | 9:00   | 18:00 | Quarti      |
| Gio 20 ottobre | 9:00   | 15:00 | Semifinali  |
| Ven 21 ottobre | 10:00  | 16:00 | Finali      |

## Fase finale
|  | Quarti di finale            | Quarti di finale       |                         |                         | Semifinali                | Semifinali                |  |  | Finale | Finale |
|  |                             |                        |                         |                         |                           |                           |  |  |        |        |
|  |                             |                        |                         |                         |                           |                           |  |  |        |        |
|  |                             |                        |                         |                         |                           |                           |  |  |        |        |
|  | C Galindo - A Galindo (COL) | 0                      |                         |                         |                           |                           |  |  |        |        |
|  | C Galindo - A Galindo (COL) | 0                      |                         |                         |                           |                           |  |  |        |        |
|  | Candelas - García (MEX)     | 2                      |                         |                         |                           |                           |  |  |        |        |
|  | Candelas - García (MEX)     | 2                      | Candelas - García (MEX) | 2                       |                           |                           |  |  |        |        |
|  |                             |                        | Candelas - García (MEX) | 2                       |                           |                           |  |  |        |        |
|  |                             | Day - Hughes (USA)     | 0                       |                         |                           |                           |  |  |        |        |
|  | Day - Hughes (USA)          | Day - Hughes (USA)     | 0                       | 2                       |                           |                           |  |  |        |        |
|  | Day - Hughes (USA)          |                        |                         | 2                       |                           |                           |  |  |        |        |
|  | Gómez - Guigou (URU)        | 0                      |                         |                         |                           |                           |  |  |        |        |
|  | Gómez - Guigou (URU)        | 0                      | Candelas - García (MEX) | 1                       |                           |                           |  |  |        |        |
|  |                             |                        | Candelas - García (MEX) | 1                       |                           |                           |  |  |        |        |
|  |                             | França - Juliana (BRA) | 2                       |                         |                           |                           |  |  |        |        |
|  | N Sinal - O Sinal (CUB)     | França - Juliana (BRA) | 2                       | 0                       |                           |                           |  |  |        |        |
|  | N Sinal - O Sinal (CUB)     |                        |                         | 0                       |                           |                           |  |  |        |        |
|  | Santiago - Yantín (PUR)     | 2                      |                         |                         |                           |                           |  |  |        |        |
|  | Santiago - Yantín (PUR)     | 2                      | Santiago - Yantín (PUR) | 0                       | Finale per il terzo posto | Finale per il terzo posto |  |  |        |        |
|  |                             |                        | Santiago - Yantín (PUR) | 0                       | Finale per il terzo posto | Finale per il terzo posto |  |  |        |        |
|  |                             | França - Juliana (BRA) | 2                       |                         |                           |                           |  |  |        |        |
|  | França - Juliana (BRA)      | França - Juliana (BRA) | 2                       | 2                       | Day - Hughes (USA)        | 1                         |  |  |        |        |
|  | França - Juliana (BRA)      |                        |                         | 2                       | Day - Hughes (USA)        | 1                         |  |  |        |        |
|  | Bansley - Maloney (CAN)     | 0                      |                         | Santiago - Yantín (PUR) | 2                         |                           |  |  |        |        |
|  | Bansley - Maloney (CAN)     | 0                      |                         |                         | 2                         |                           |  |  |        |        |
|  |                             |                        |                         |                         |                           |                           |  |  |        |        |
|  |                             |                        |                         |                         |                           |                           |  |  |        |        |